# Edmund Butler, Earl of Carrick

Wappen von Edmund Butler, Earl of Carrick

Edmund Butler, Earl of Carrick († vor 13. September 1321 in London) war ein anglo-irischer Adliger und Beamter.

## Herkunft und Erbe
Edmund Butler war ein jüngerer Sohn von Theobald IV Butler und von dessen Frau Joan Fitzgeoffrey. Sein Vater war ein anglo-irischer Baron, der das Amt des Butler of Ireland und damit das höfische Ehrenamt des Mundschenks innehatte. Möglicherweise kam Butler nach dem frühen Tod seines Vaters 1285 nach England. Nach dem kinderlosen Tod seines älteren Bruders Theobald V Butler 1299 erbte er die Familienbesitzungen, dazu erbte er nach dem Tod seiner Mutter 1303 einen Teil der Besitzungen seines Großvaters John Fitzgeoffrey in Irland und England, dazu erbte er einen Teil der englischen und irischen Besitzungen der Familie Pippard.

## Justiciar of Ireland

### Dienst als stellvertretender Justiciar und erste Amtszeit als Justiciar
Während des Schottischen Unabhängigkeitskriegs wollte Butler 1303 mit einer irischen Streitmacht die Feldzüge des englischen Königs Eduard I. in Schottland unterstützen, doch schließlich befahl ihm der König, zum Schutz der Insel in Irland bleiben. Weil John Wogan, der Justiciar of Ireland nicht in Irland war, diente Butler von November 1304 bis Mai 1305 als sein Stellvertreter. Von 1309 bis 1310 war Butler in England, wo er von König Eduard II. zum Ritter geschlagen wurde. Zurück in Irland, diente er von August 1312 bis Juni 1314 als Justiciar of Ireland. In dieser Funktion unternahm er im Winter von 1312 bis 1313 einen größeren Feldzug gegen den irischen Clan der Uí Bhroin in Wicklow, womit er den Clan zur Unterwerfung zwang. Zu Michaelis 1313 soll er 30 Knappen in Dublin zum Ritter geschlagen haben.

### Abwehr der schottischen Invasion in Irland
Ab Februar 1315 diente Butler erneut als Justiciar, wobei er ab 1317 unter dem Oberkommando von Roger Mortimer stand, der zum King’s Lieutenant von Irland ernannt worden war. Während seiner Amtszeit musste Butler die Invasion einer schottischen Armee unter Edward Bruce, aber auch die Folgen der großen Hungersnot von 1316 bis 1317 bewältigen. Zur Abwehr der schottischen Armee berief er im Juni 1315 die irischen Barone nach Dundalk. In der folgenden blutigen Schlacht bei Dundalk konnten die Schotten die Armee Butlers in die Flucht schlagen, doch nach einigen weiteren Gefechten mussten sich die Schotten nach Nordirland zurückziehen. Da aufgrund der Hungersnot Nahrungsmittel knapp waren, verfolgte Butler sie nicht. Fälschlicherweise glaubte er, dass das vom Earl of Ulster aufgebotene Heer ausreichen würde, um die Schotten endgültig zu schlagen. Als die Schotten dann Anfang 1316 wieder weiter nach Süden vorstießen, stellte Butler zusammen mit John FitzThomas und Arnold le Poer die Schotten in der Schlacht bei Skerries in Kildare, die unentschieden endete. Der königliche Beamte John Hotham, der die Schlacht beobachtete, war der Auffassung, dass Butler die Schlacht hätte gewinnen müssen. Er bezweifelte deshalb Butlers Loyalität gegenüber dem König und verlangte von ihm und anderen Magnaten, dass sie Geiseln stellen sollten. Nachdem 1317 der schottische König Robert Bruce zur Unterstützung seines Bruders in Irland gelandet war, verließ Butler Dublin und stellte in Munster eine Streitmacht von über 600 Reitern und 300 Fußsoldaten auf, wobei er offensichtlich die volle Unterstützung der Gentry von Munster hatte, die für die Streitmacht 220 men-at-arms stellte. Mit dieser Streitmacht folgte er bis Mitte April 1317 die Schotten bis Limerick, ohne eine offene Schlacht zu suchen. Die Schotten plünderten Butlers Güter, doch schließlich mussten sie sich ohne ausreichende Vorräte und ohne die Unterstützung durch die irische Bevölkerung, die sie erhofft hatten, wieder nach Nordirland zurückziehen. Im April 1318 wurde Butler als Justiciar abgelöst. John Bermingham konnte die Schotten schließlich im Oktober 1318 in der Schlacht bei Faughart endgültig besiegen.

### Erhebung zum Earl of Carrick
Butler hatte das Amt des königlichen Vertreters unter höchst widrigen Umständen unternommen. Neben dem Angriff der Schotten und der Hungersnot musste er die Angriffe der einheimischen irischen Häuptlinge abwehren, während die anglo-irischen Barone selbst untereinander uneins waren. Er errang zwar keine überwältigenden Erfolge gegen die Schotten, doch im Vergleich zu anderen Beamten erwies er sich als fähiger Verwalter. Der König belohnte seine Dienste, indem er ihm am 1. September 1315 die Güter von Carrick-on-Suir und Roscrea in Tipperary übergab und ihn zum Earl of Carrick erhob. Allerdings entsprachen seine Besitzungen nicht diesem hohen Stand, so dass die anderen Barone ihn nicht als Earl akzeptierten. Butler selbst benutzte den Titel nur selten. Ihm wurde sogar häufig vorgeworfen, nicht energisch genug gegen die Schotten gekämpft oder sie sogar unterstützt zu haben. Eduard II. erklärte aber noch kurz vor Butlers Tod, dass Butler ihm stets loyal und treu gedient hätte und dass es keinen Anlass für einen Verdacht eines Verrats gegen ihn gäbe.

## Letzte Jahre und Tod
Angesichts der politischen Lage in Irland entband Papst Johannes XXII. 1320 Butler von dem Gelübde, eine Wallfahrt nach Santiago de Compostela zu unternehmen. Die letzten Monate seines Lebens verbrachte er in England. Butler starb am oder kurz vor dem 13. September 1321 in London. Er wurde im November 1321 in Gowran in Kilkenny beigesetzt. Bischof Richard Ledred von Ossory und der Prior des Johanniterordens hatten bereits zuvor zugesichert, dass in Gowran vier Priester für das Seelenheil von Butler und seiner Familie beten würden.

## Heirat und Nachkommen
1302 hatte Butler Joan, eine Tochter des irischen Barons John FitzGerald geheiratet. Mit ihr hatte er mehrere Kinder, darunter:
- James Butler, 1. Earl of Ormonde (um 1305–1338)
- Joan Butler († vor 1327)

Noch am 11. Februar 1321 hatte Butler mit Roger Mortimer die Heirat seiner Tochter Joan mit Mortimers jüngeren Sohn Roger vereinbart. Butler zahlte Mortimer dafür £ 1000, während Mortimer versprach, dem Paar seine irischen Besitzungen zu übergeben. Wenig später begann jedoch der Despenser War, während dem die Mortimers gegen König Eduard II. rebellierten. Roger Mortimer der Jüngere wurde 1322 vom König inhaftiert und kam erst nach dem Sturz von Eduard II. 1326 frei. Butlers Erbe wurde sein Sohn James Butler. Dieser führte den Titel Earl of Carrick nicht weiter, doch er wurde 1328 auf Betreiben von Roger Mortimer, dem früheren Verbündeten seines Vaters, zum Earl of Ormonde erhoben.